# ウェストヘイブン (コネチカット州)
ウェストヘイブン（英: West Haven）は、アメリカ合衆国コネチカット州のニューヘイブン郡の都市。人口は5万5584人（2020年）。ニューヘイブン市の西に位置している。

## 歴史
ウェストヘイブンはニューヘイブン植民地の一部として1648年に入植された。当初はウェストファームズと呼ばれた。1719年、ウェストヘイブンという1つのパリッシュとなったが、公式には1822年までニューヘイブンに属したままだった。
アメリカ独立戦争のとき、ウェストヘイブンは米英両軍にとって襲撃隊の出発点や到着点となることが多かった。1779年7月5日、イギリス軍がニューヘイブン港を侵略し、ウェストヘイブンとイーストヘイブンで上陸した。トマス・ペインターという10代の民兵が、サビンロックの上に立っているときに近づいて来るイギリス艦を目撃しており、その様子が市章に描かれている。主たる商業通りであるキャンベル・アベニューは、イギリス軍副官のウィリアム・キャンベルにちなんで名付けられており、当時は第3衛兵隊の少尉であり、ノア・ウィリストン牧師を救った。ウィリストン牧師は地元会衆派教会の牧師で、アメリカ独立を提唱する者だったが、敵軍から逃げようとしているときに足を骨折し、イギリス兵やドイツ人傭兵の銃剣で殺されそうになっていた。キャンベルは、兵士にウィリストン牧師を牧師館まで連れて行くよう命令し、連隊付き軍医に足の手当てをさせた。キャンベルはまた、自部隊が村を行軍する時に秩序を保たせた者とされており、土地の女性が宝石を盗まれたと告発した時には該当する兵士2人を逮捕させたと言われている。その数時間後、キャンベルはニューヘイブンに向かう途中にあるアリングタウンヒルの上で、農夫が変わった守備隊によって殺された。キャンベルは町のプラッデン通りに近いアリングタウンで埋葬された。この侵略によるパトリオットの犠牲者は、クライストチャーチ・アンド・ファーストソサイエティ墓地に埋葬されている。歴史的な墓石がキャンベルが埋められた概略の場所を示しており、ウェストヘイブン歴史協会が維持している。
ウェストヘイブンは1784年に独自の町として法人化しようとしたが、隣接するノースミルフォードを町域に加えようとしたので、これに反対したミルフォード町から抗議の声が挙がったこともあって、失敗した。ウェストヘイブンとノースミルフォードは1786年にも同じことを試みたが、1787年にやはり失敗した。この2つの町は最終的にオレンジ町として合併し、1822年に町として法人化された。1921年、ウェストヘイブンはオレンジから分離して新しい町になった。1961年には市として法人化され、コネチカット州では最も若い市になっている。ただし、入植地としては州内最古クラスにある。
ウェストヘイブンのサビンロック部には、19世紀後半に地域に知られた海岸リゾート地として始まったサビンロック・アミューズメントパークがあった。20世紀には総合的なアミューズメントパークに変わり、1960年代に閉園となった。その跡はニューヘイブン港ビーチフロントの西側に沿ってあり、現在は歩道と自転車道になっている。ジミーズやタークス・オブ・サビンロック、マイクス・アピザ&レストランなど数軒のレストランが公園の名残として残っている。ジミーズやタークスはシーフードとスプリット・ホットドッグで有名である。
1986年、ウェストヘイブンはアメリカ合衆国憲法の200周年を祝った。一年を通じた祝祭の中で、市長と市政委員会は、ウェストヘイブンの公式船をアメリカ海軍の駆逐艦USSエドソン (DD-946)とすることや、市の公式の花をワスレグサとすることなど、地域社会の関与を奨励する多くの決議を成立させた。公立学校では幼稚園から12年生まで憲法に関する授業があり、キャンベル・アベニューで行われた憲法の日パレードに参加するために、生徒は授業を免除された。

## アメリカ合衆国国家歴史登録財

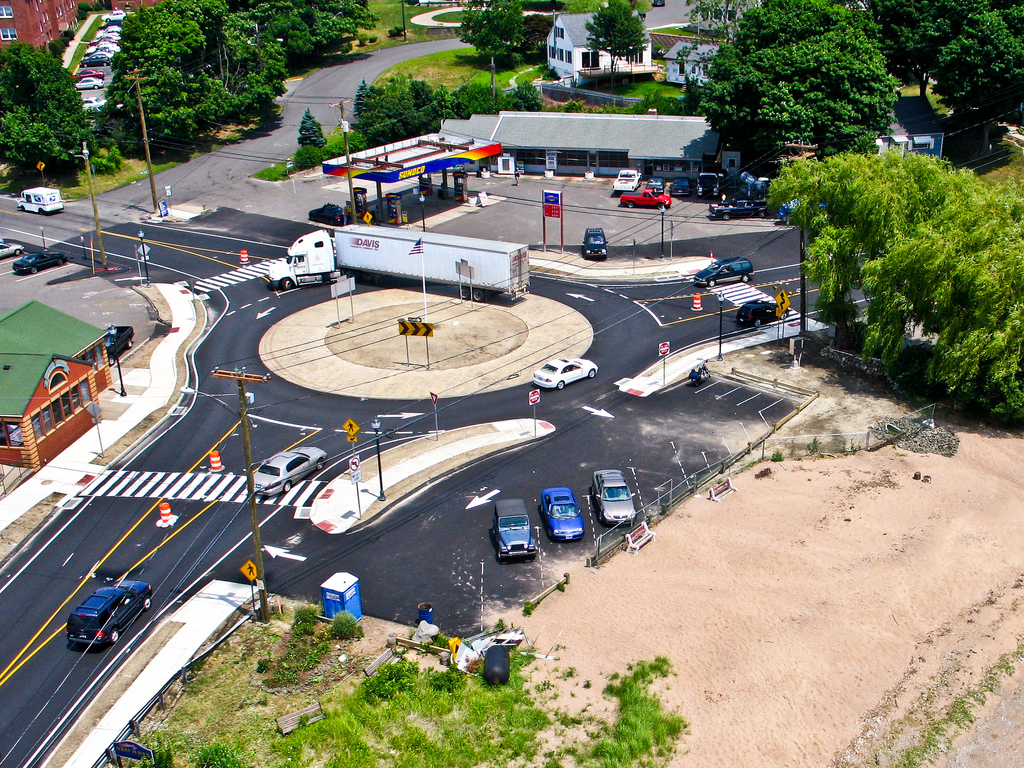
ジョーンズヒル道路とオーシャン・アベニューの交差点

- アメリカン・ミルズ・ウェブショップ — オレンジ・アベニュー114-152、1983年4月10日登録
- 旧ウェストヘイブン高校 — メインストリート278、1985年11月24日登録
- ユニオン・スクール — センター通り174、1987年12月13日登録
- ウォード・ハイトマン邸 — エルム通り277、2003年2月8日登録
- ウェストヘイブン・グリーン歴史地区

## 地理

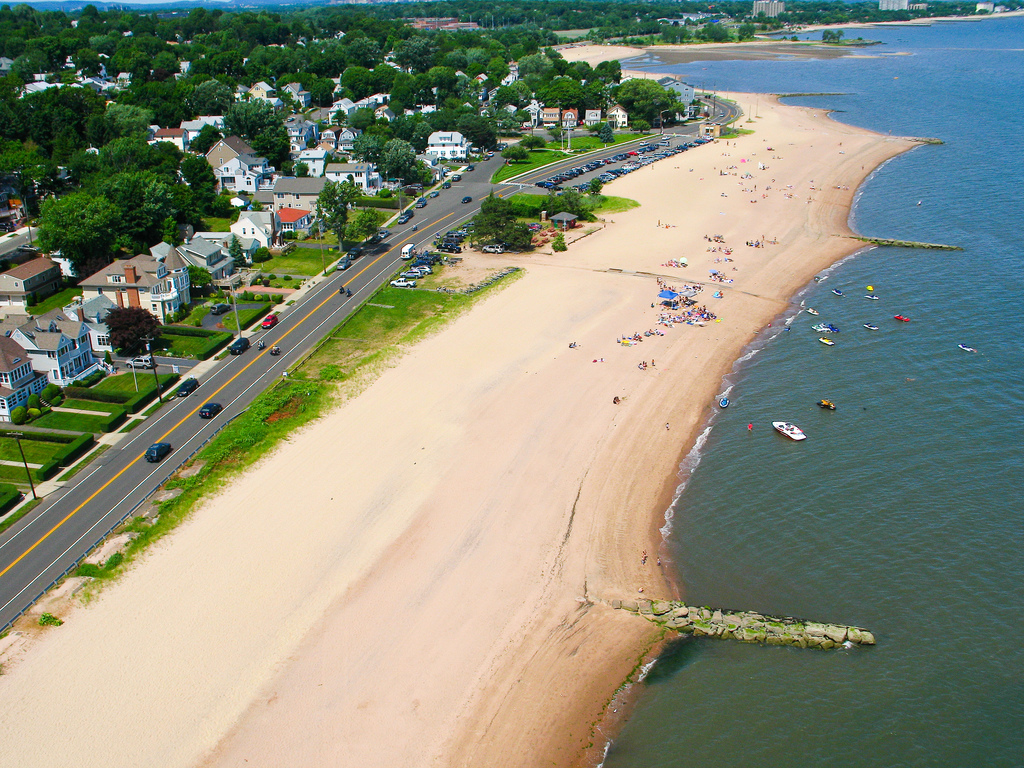
オーシャン・アベニュー沿いの海岸線

アメリカ合衆国国勢調査局に拠れば、市域全面積は11.0平方マイル (28.5 km2)であり、このうち陸地10.8平方マイル (28.1 km2)、水域は0.2平方マイル (0.4 km2)で水域率は1.54%である。一般に公開されている海浜が5.6キロメートルあり、州内公開海浜の4分の1にあたる。丘陵性のアリングタウン地区にはニューヘイブン大学がある。
ウェストヘイブンはアメリカ合衆国下院議員コネチカット州第3選挙区の中で南中部にある。市の南西はオイスター川に接し（植民地時代以来ミルフォード市との境になっている）、北西はオレンジ町、北はニューヘイブン市、北東はウェスト川でその対岸がニューヘイブンと接している。東はニューヘイブン港であり、南はロングアイランド湾である。

### 主要な地区
市内にある3つの重要な地区が3つの消防地区に相当する。市内のあらゆる部分がこの3つの地区に入っている訳ではない。例えば南東隅は、中央地区すなわち第1消防課税地区の一部だが、中央事業地区と一体ではない。
- ウェストヘイブン・センター
- アリングタウン
- ウェストショア

## 人口動態
以下は2000年国勢調査による人口統計データである。
| 基礎データ - 人口: 52,360 人 - 世帯数: 21,090 世帯 - 家族数: 13,117 家族 - 人口密度: 1,865.0人/km2（4,832.0 人/mi2） - 住居数: 22,336 軒 - 住居密度: 795.6軒/km2（2,061.3 軒/mi2） 人種別人口構成 - 白人: 74.15% - アフリカン・アメリカン: 16.29% - ネイティブ・アメリカン: 0.24% - アジア人: 2.91% - 太平洋諸島系: 0.05% - その他の人種: 3.57% - 混血: 2.79% - ヒスパニック・ラテン系: 9.09% | 年齢別人口構成 - 18歳未満: 23.1% - 18-24歳: 9.7% - 25-44歳: 31.2% - 45-64歳: 21.8% - 65歳以上: 14.2% - 年齢の中央値: 36歳 - 性比（女性100人あたり男性の人口） - 総人口: 91.3 - 18歳以上: 88.2 世帯と家族（対世帯数） - 18歳未満の子供がいる: 28.5% - 結婚・同居している夫婦: 41.9% - 未婚・離婚・死別女性が世帯主: 15.6% - 非家族世帯: 37.8% - 単身世帯: 31.0% - 65歳以上の老人1人暮らし: 10.7% - 平均構成人数 - 世帯: 2.42人 - 家族: 3.06人 | 収入と家計 - 収入の中央値 - 世帯: 42,393米ドル - 家族: 51,631米ドル - 性別 - 男性: 38,024米ドル - 女性: 30,610米ドル - 人口1人あたり収入: 21,121米ドル - 貧困線以下 - 対人口: 8.8% - 対家族数: 6.6% - 18歳未満: 11.8% - 65歳以上: 6.0% |

## 政治
ウェストヘイブンは市長・市政委員会方式の市政府形態を採っている。11代目の市長エドワード・M・オブライエンは2013年に当選した。市内には3つの独立した消防地区がある。長年これらを1つに統合しようという動きがあったものの、現在でも独自の税率で徴税を続けている。

## 経済
ウェストヘイブンは輸送と工業の中心であり、バックルの店で、のちにはアームストロング・ゴム会社で知られている。現在のアームストロング・ゴムの工場は、幾つか小さな企業がスペースを借りている以外は空いている。コレコ（もともとはコネチカット・レザー・カンパニー、後に玩具とビデオゲームの製造社）、ユナイテッド・テクノロジーズの1事業部であるシコルスキー・エアクラフトも市内で操業していた。
ドイツのノルトライン＝ヴェストファーレン州レーヴァークーゼンを本拠とするバイエルの一部門であるバイエル・ファーマシューティカルズ北アメリカが、ウェストヘイブンに工場を持っていたが、2006年に工場を閉鎖すると発表し、約1,000人の雇用に影響した。0.55 km²ある元バイエルの敷地には建物が17棟あり、その大半はウェストヘイブン市内だが、一部はオレンジ町内にある。2007年、イェール大学がバイオテクノロジー、薬学、その他生命科学の研究のために、その敷地全体を買収した。
2000年代初期、ウォルマートが市内に店舗を設立した。
ウェストヘイブンは長くニューヘイブンのブルーカラーと中流階級のベッドタウンであり、1990年代から財政的な問題を抱えている。

## スポーツ
イエーナ大学野球チームの本拠地であり、以前はマイナーリーグ野球チームが利用していたイェールフィールドがある。イェール・ブルドッグスの本拠地であるイェール・ボウルが、ウェストヘイブン市境に近いニューヘイブン市内にある。
ウェストヘイブン高校のフットボールチームは1968年に州内第1位、国内第5位にランクされていた。市内にはローマ・カトリック系男子校のノートルダム高校もある。

## 交通

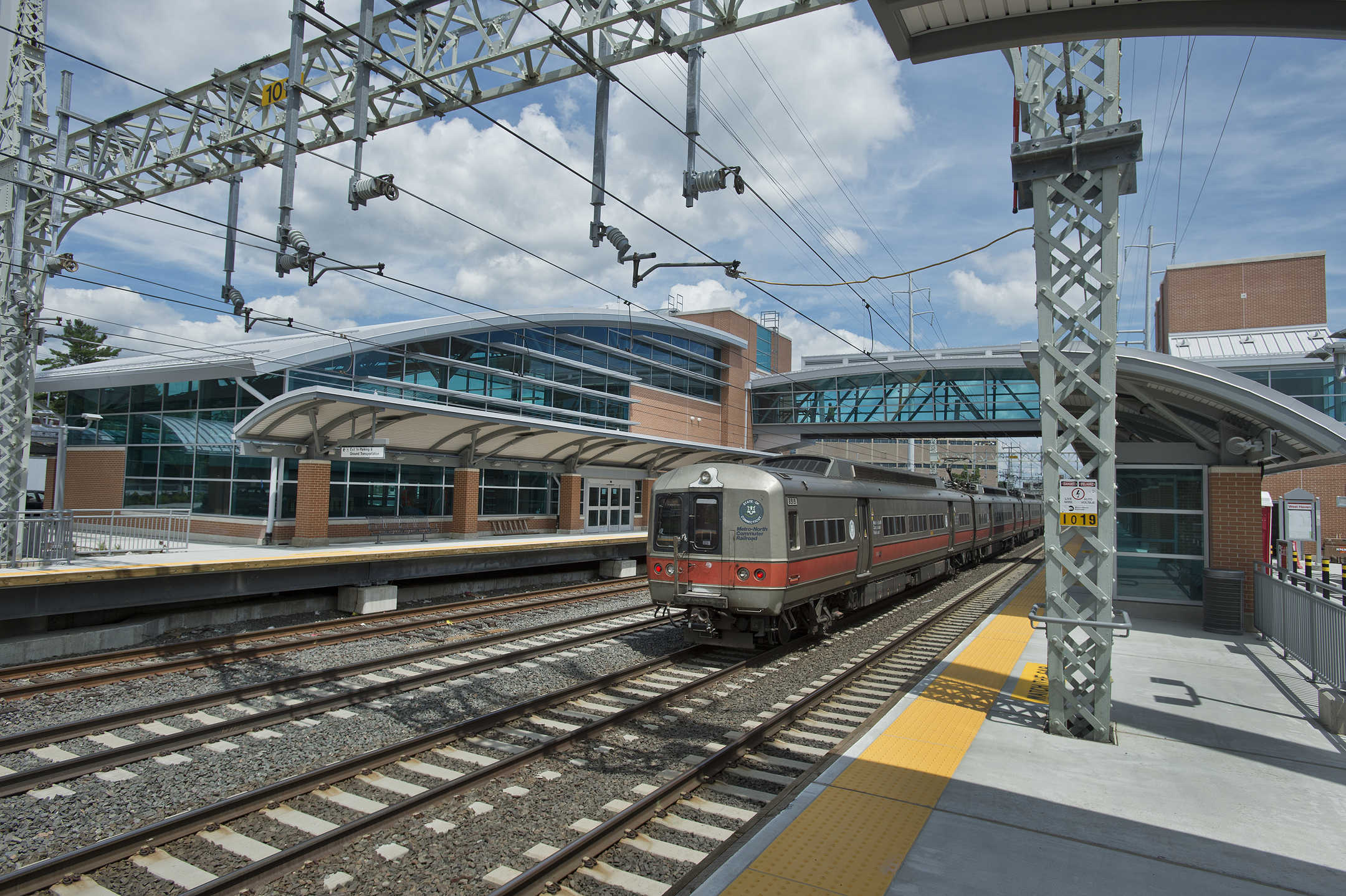
ウェストヘイブン駅

メトロノース鉄道とアムトラックが利用する鉄道線が市内を通っている。2010年、コネチカット州交通省が、ウェストヘイブン市内で新しい駅の建設を始めた。元アームストロング・ゴムの工場の向かい側に建設され、2013年8月18日に利用開始された。
州間高速道路95号線、コネチカット州道34号線（ダービー・アベニュー）、アメリカ国道1号（ボストンポスト道路）が市内を通り、オレンジとニューヘイブンを繋いでいる。州道162号線は国道1号線を終始端としており、オレンジ町内ではじまり、ウェストヘイブンを通り、ミルフォードで終わる。南北方向の州道122号線はニューヘイブンに始まり、フォレスト道路となり、キャンベル・アベニューと第一アベニューとなって州間高速道路95号線と接続する。州道745号線がその点で始まり、西に転じてエルム通りとなってニューヘイブンに入り、州道10号線（エラ・T・グラソ・ブールバード）で終わる。
公共交通機関はコネチカット交通ニューヘイブンのバス便がある。ウェストヘイブン・センターにはキャンベル・アベニューを使う幾つかの路線のバスが発着する。B4系統はソーミル道路とブルヒル・レーンに向かう。B5/B6系統はジョーンズヒル道路を通り、オイスター川に近いベイブルック・ショッピングセンターで終わる。B7系統は第二アベニュー経由でサビンロックに向かう。J系統はウェストヘイブンの海岸線をミルフォードに向かう。O系統は国道1号線に沿った地域を通る。M系統はアメリカ合衆国退役軍人局病院に行く。
ツイード・ニューヘイブン地域空港が、最寄りの定期便の発着する空港である。

## 著名な出身者
- スモーキー・ジョー・ウッド（1889年–1985年）、メジャーリーグベースボール選手、ボストン・レッドソックス